# 초원의 바다
초원의 바다(The Sea Of Grass)는 미국에서 제작된 엘리아 카잔 감독의 1947년 영화이다. 스펜서 트레이시 등이 주연으로 출연하였고 팬드로 S. 버먼 등이 제작에 참여하였다.

## 출연

### 주연
- 스펜서 트레이시
- 캐서린 헵번

### 조연
- 로버트 워커
- 멜빈 더글라스
- 필리스 새스터
- 에드가 뷰캐넌
- 해리 캐리
- 루스 넬슨

## 제작진
- 원작자: 콘래드 리치터
- 미술: 세드릭 기븐스
- 미술: 폴 그로에스
- 의상: 월터 플렁킷